# Токийский университет Гакугэй
Токийский университет Гакугэй (яп. 東京学芸大学 То:кё:-гакугэй-дайгаку) — государственный университет в городе Коганеи, префектура Токио, Япония.
Университет был образован в 1949 году в результате слияния четырех педагогических институтов: Первого Токийского педагогического института (яп. 東京第一師範学校, основан в 1876 году), Второго Токийского педагогического института (яп. 第二師範学校), Третьего Токийского педагогического института (яп. 第三師範学校) и Молодёжного Токийского педагогического института (яп. 東京青年師範学校).
На момент основания университета главные здания были расположены в Сэтагая, Коганеи, Оидзуми, Такехая и Оиваке. В 1964 университет был реорганизован и вся его деятельность была сосредоточена в Коганеи, остальные кампусы были закрыты.
В 1966 была открыта программа обучения на вторую степень по педагогике. В 1973 году было открыто отделение специальной педагогики для подготовки специалистов, занимающихся детьми с нарушениями развития. В 1996 году совместно с Сайтамским университетом, Иокогамским государственным университетом и Университетом Тибы была основана программа по получению степени доктора философии.
В 2004 году Токийский университет Гакугэй юридически стал считаться государственным университетом.
По состоянию на 1 мая 2019 года в университете обучаются на первую степень 4492 студентов, на вторую степень — 464 студентов, на степень доктора философии — 149 студентов.